# پرژ پروشیان

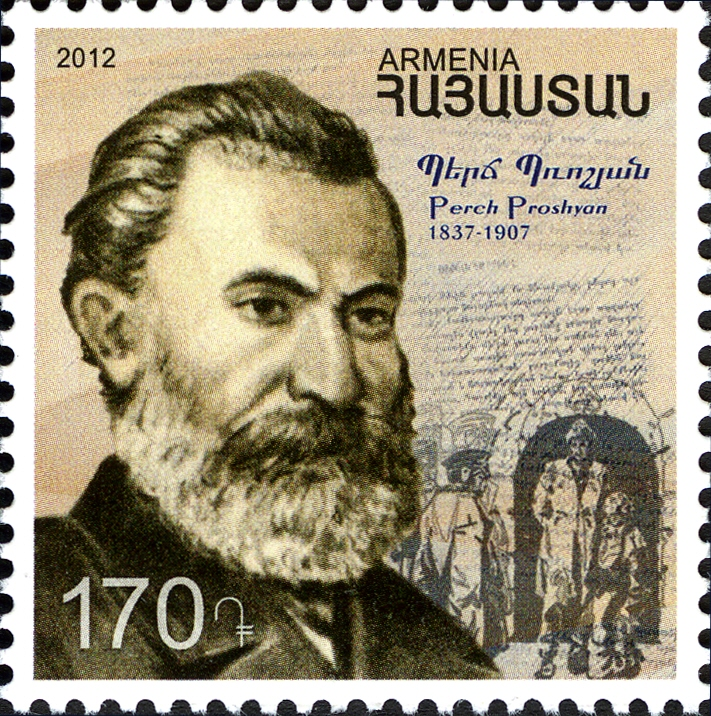
تمبر یادبود

پرژ پروشیان (به ارمنی: Պերճ Պռոշյան) یک نویسنده اهل ارمنستان بود.

## زندگی
پروشیان در ۱۵ ژوئنِ ۱۸۳۷ در شهر آشتاراک به دنیا آمد و در ۲۳ نوامبر ۱۹۰۷ در شهر باکو درگذشت و در پانتئون ارمنیان تفلیس (خوجیوانک) واقع در شهر تفلیس به خاک سپرده شد.
پرشیان یکی از بنیانگذاران تئاتر ارامنه در شهر تفلیس در سال ۱۸۶۳ بود.
وی همچنین آثاری از لئو تولستوی، آلکساندر آستروفسکی و چارلز دیکنز را به زبان ارمنی ترجمه کرد.
موزه پرژ پروشیان در سال ۱۹۴۸ در شهر آشتاراک تأسیس شد.

## کتابشناسی
- "and Varditer Coe." (۱۸۶۳) رمان
- "Apple of Discord" (۱۸۷۸) رمان تاریخی
- "Beginning of birth pangs" (۱۸۹۲) رمان تاریخی
- "Because of bread" (۱۸۸۰ رمان
- "parasite" (۱۸۸۹) رمان